# 2018-as WEC Spái 6 órás verseny
| Pályarajz | Pályarajz                     | Pályarajz                                         |
| --------- | ----------------------------- | ------------------------------------------------- |
|           |                               |                                                   |
| Győztesek |                               |                                                   |
| Kategória | Csapat                        | Versenyzők                                        |
| LMP1      | #8 Toyota Gazoo Racing        | Fernando Alonso Sébastien Buemi Nakadzsima Kazuki |
| LMP2      | #26 G-Drive Racing            | Roman Ruszinov Jean-Éric Vergne Andrea Pizzitola  |
| LMGTE Pro | #66 Ford Chip Ganassi Team UK | Stefan Mücke Olivier Pla Billy Johnson            |
| LMGTE Am  | #98 Aston Martin Racing       | Paul Dalla Lana Pedro Lamy Mathias Lauda          |

A 2018-as WEC Spái 6 órás verseny a Hosszútávú-világbajnokság 2018–19-es szezonjának első futama volt, amelyet május 3. és május 5. között tartottak meg a Circuit de Spa-Francorchamps versenypályán. A fordulót Fernando Alonso, Sébastien Buemi és Nakadzsima Kazuki triója nyerte meg, akik a hibridhajtású Toyota Gazoo Racing csapatának versenyautóját vezették.

## Időmérő
A kategóriák leggyorsabb versenyzői vastaggal vannak kiemelve.
| Poz. | Kategória | Csapat                        | Átlagidő      | Különbség | Rajthely |
| ---- | --------- | ----------------------------- | ------------- | --------- | -------- |
| 1.   | LMP1      | #8 Toyota Gazoo Racing        | 1:54.962      | —         | 1        |
| 2.   | LMP1      | #1 Rebellion Racing           | 1:56.425      | +1.463    | 2        |
| 3.   | LMP1      | #3 Rebellion Racing           | 1:56,992      | +2,030    | 3        |
| 4.   | LMP1      | #11 SMP Racing                | 1:58,247      | +3,285    | 4        |
| 5.   | LMP1      | #4 ByKolles Racing Team       | 1:58,697      | +3,735    | 5        |
| 6.   | LMP2      | #36 Signatech Alpine Matmut   | 2:02,405      | +7,443    | 6        |
| 7.   | LMP2      | #26 G-Drive Racing            | 2:02,429      | +7,467    | 7        |
| 8    | LMP2      | #38 Jackie Chan DC Racing     | 2:02,824      | +7,862    | 8        |
| 9.   | LMP2      | #37 Jackie Chan DC Racing     | 2:03,023      | +8,061    | 9        |
| 10.  | LMP2      | #31 DragonSpeed               | 2:03,420      | +8,458    | 15       |
| 11.  | LMP2      | #28 TDS Racing                | 2:04,703      | +9,741    | 11       |
| 12.  | LMP2      | #29 Racing Team Nederland     | 2:05,502      | +10,540   | 12       |
| 13.  | LMP2      | #50 Larbre Compétition        | 2:05,739      | +10,777   | 13       |
| 14.  | LMGTE Pro | #67 Ford Chip Ganassi Team UK | 2:12,947      | +17,985   | 14       |
| 15.  | LMGTE Pro | #66 Ford Chip Ganassi Team UK | 2:13,030      | +18,068   | 15       |
| 16.  | LMGTE Pro | #91 Porsche GT Team           | 2:13,034      | +18,072   | 16       |
| 17.  | LMGTE Pro | #92 Porsche GT Team           | 2:13,352      | +18,390   | 17       |
| 18.  | LMGTE Pro | #82 BMW Team MTEK             | 2:14,017      | +19,055   | 18       |
| 19.  | LMGTE Pro | #51 AF Corse                  | 2:14,385      | +19,423   | 19       |
| 20.  | LMGTE Pro | #71 AF Corse                  | 2:15,104      | +20,142   | 20       |
| 21.  | LMGTE Pro | #97 Aston Martin Racing       | 2:15,127      | +20,165   | 21       |
| 22.  | LMGTE Pro | #81 BMW Team MTEK             | 2:15,142      | +20,180   | 22       |
| 23.  | LMGTE Pro | #95 Aston Martin Racing       | 2:16,004      | +21,042   | 23       |
| 24.  | LMGTE Am  | #77 Dempsey-Proton Racing     | 2:16,357      | +21,395   | 24       |
| 25.  | LMGTE Am  | #98 Aston Martin Racing       | 2:16,359      | +21,397   | 25       |
| 26.  | LMGTE Am  | #56 Team Project 1            | 2:16,637      | +21,675   | 26       |
| 27.  | LMGTE Am  | #88 Dempsey-Proton Racing     | 2:16,768      | +21,806   | 27       |
| 28.  | LMGTE Am  | #90 TF Sport                  | 2:17,627      | +22,665   | 28       |
| 29.  | LMGTE Am  | #70 MR Racing                 | 2:18,582      | +23,550   | 29       |
| 30.  | LMGTE Am  | #54 Spirit of Race            | 2:18,917      | +23,955   | 30       |
| 31.  | LMGTE Am  | #61 Clearwater Racing         | 2:19,445      | +24,483   | 31       |
| 32.  | LMP1      | #10 DragonSpeed               | 1:59,158[a]   | +4,196    | Vi[b]    |
| 33.  | LMGTE Am  | #86 Gulf Racing UK            | 2:15,332[c]   | +20,370   | 32       |
| 34.  | LMP1      | #17 SMP Racing                | idő nélkül    | —         | 33       |
| 35.  | LMP1      | #5 CEFC TRSM Racing           | idő nélkül    | —         | Vi[d]    |
| 36.  | LMP1      | #6 CEFC TRSM Racing           | idő nélkül    | —         | Vi[d]    |
| Kiz  | LMP1      | #7 Toyota Gazoo Racing        | idő nélkül[e] | —         | Box[e]   |

- ↑ a:  – Mivel a #10-es DragonSpeed trióból csak egy versenyző teljesített kört, ezért a mezőny végéről kellett megkezdeniük a versenyt.
- ↑ b:  – Fittipaldi balesete miatt a #10-es DragonSpeed visszalépett a versenyhétvége hátralévő részéből.
- ↑ c:  – Mivel a #86-os Gulf Racing trióból csak egy versenyző teljesített kört, ezért a mezőny végéről kellett megkezdeniük a versenyt.
- ↑ d:  – A Manor anyagi gondok miatt visszalépett a versenyhétvége hátralévő részéből.
- ↑ e:  – A #7-es számú Toyota egység üzemanyagátfolyás-mérőjéhez hibás azonosítószámot adtak meg,ezért kizárták a triót az időmérőt követően. A versenyt 1 körös hátránnyal, a boxutcából kellett megkezdeniük.[4]

## Verseny
A résztvevőknek legalább a versenytáv 70%-át (114 kört) teljesíteniük kellett ahhoz, hogy az elért eredményüket értékeljék. A kategóriák leggyorsabb versenyzői vastaggal vannak kiemelve.
| Helyezés | Kategória | #  | Csapat                    | Versenyzők                                              | Kasztni                          | Gumi | Kör | Idő/Hátrány/Kiesés |
| Helyezés | Kategória | #  | Csapat                    | Versenyzők                                              | Motor                            | Gumi | Kör | Idő/Hátrány/Kiesés |
| -------- | --------- | -- | ------------------------- | ------------------------------------------------------- | -------------------------------- | ---- | --- | ------------------ |
| 1.       | LMP1      | 8  | Toyota Gazoo Racing       | Fernando Alonso Sébastien Buemi Nakadzsima Kazuki       | Toyota TS050 Hybrid              | M    | 163 | 06:00:50,702       |
| 1.       | LMP1      | 8  | Toyota Gazoo Racing       | Fernando Alonso Sébastien Buemi Nakadzsima Kazuki       | Toyota 2.4 L Turbo V6            | M    | 163 | 06:00:50,702       |
| 2.       | LMP1      | 7  | Toyota Gazoo Racing       | Mike Conway Kobajasi Kamui José María López             | Toyota TS050 Hybrid              | M    | 163 | +1,444             |
| 2.       | LMP1      | 7  | Toyota Gazoo Racing       | Mike Conway Kobajasi Kamui José María López             | Toyota 2.4 L Turbo V6            | M    | 163 | +1,444             |
| 3.       | LMP1      | 3  | Rebellion Racing          | Mathias Beche Thomas Laurent Gustavo Menezes            | Rebellion R13                    | M    | 161 | +2 kör             |
| 3.       | LMP1      | 3  | Rebellion Racing          | Mathias Beche Thomas Laurent Gustavo Menezes            | Gibson GL458 4.5 L V8            | M    | 161 | +2 kör             |
| 4        | LMP1      | 4  | ByKolles Racing Team      | Oliver Webb Dominik Kraihamer Tom Dillmann              | ENSO CLM P1/01                   | M    | 158 | +5 kör             |
| 4        | LMP1      | 4  | ByKolles Racing Team      | Oliver Webb Dominik Kraihamer Tom Dillmann              | Nismo VRX30A 3.0 L Turbo V6      | M    | 158 | +5 kör             |
| 5.       | LMP1      | 11 | SMP Racing                | Mihail Aljosin Vitalij Petrov                           | BR Engineering BR1               | M    | 158 | +5 kör             |
| 5.       | LMP1      | 11 | SMP Racing                | Mihail Aljosin Vitalij Petrov                           | AER P60B 2.4 L Turbo V6          | M    | 158 | +5 kör             |
| 6.       | LMP2      | 26 | G-Drive Racing            | Roman Ruszinov Jean-Éric Vergne Andrea Pizzitola        | Oreca 07                         | D    | 156 | +7 kör             |
| 6.       | LMP2      | 26 | G-Drive Racing            | Roman Ruszinov Jean-Éric Vergne Andrea Pizzitola        | Gibson GK428 4.2 L V8            | D    | 156 | +7 kör             |
| 7.       | LMP2      | 38 | Jackie Chan DC Racing     | Ho-Pin Tung Gabriel Aubry Stéphane Richelmi             | Oreca 07                         | D    | 156 | +7 kör             |
| 7.       | LMP2      | 38 | Jackie Chan DC Racing     | Ho-Pin Tung Gabriel Aubry Stéphane Richelmi             | Gibson GK428 4.2 L V8            | D    | 156 | +7 kör             |
| 8.       | LMP2      | 36 | Signatech Alpine Matmut   | Nicolas Lapierre André Negrão Pierre Thiriet            | Alpine A470                      | D    | 156 | +7 kör             |
| 8.       | LMP2      | 36 | Signatech Alpine Matmut   | Nicolas Lapierre André Negrão Pierre Thiriet            | Gibson GK428 4.2 L V8            | D    | 156 | +7 kör             |
| 9.       | LMP2      | 37 | Jackie Chan DC Racing     | Jazeman Jaafar Weiron Tan Nabil Jeffri                  | Oreca 07                         | D    | 155 | +8 kör             |
| 9.       | LMP2      | 37 | Jackie Chan DC Racing     | Jazeman Jaafar Weiron Tan Nabil Jeffri                  | Gibson GK428 4.2 L V8            | D    | 155 | +8 kör             |
| 10.      | LMP2      | 28 | TDS Racing                | François Perrodo Matthieu Vaxivière Loïc Duval          | Oreca 07                         | D    | 155 | +8 kör             |
| 10.      | LMP2      | 28 | TDS Racing                | François Perrodo Matthieu Vaxivière Loïc Duval          | Gibson GK428 4.2 L V8            | D    | 155 | +8 kör             |
| 11.      | LMP2      | 31 | DragonSpeed               | Roberto González Pastor Maldonado Nathanaël Berthon     | Oreca 07                         | M    | 155 | +8 kör             |
| 11.      | LMP2      | 31 | DragonSpeed               | Roberto González Pastor Maldonado Nathanaël Berthon     | Gibson GK428 4.2 L V8            | M    | 155 | +8 kör             |
| 12.      | LMP2      | 50 | Larbre Compétition        | Erwin Creed Romano Ricci Julien Canal                   | Ligier JS P217                   | M    | 152 | +11 kör            |
| 12.      | LMP2      | 50 | Larbre Compétition        | Erwin Creed Romano Ricci Julien Canal                   | Gibson GK428 4.2 L V8            | M    | 152 | +11 kör            |
| 13.      | LMGTE Pro | 66 | Ford Chip Ganassi Team UK | Stefan Mücke Olivier Pla Billy Johnson                  | Ford GT                          | M    | 148 | +15 kér            |
| 13.      | LMGTE Pro | 66 | Ford Chip Ganassi Team UK | Stefan Mücke Olivier Pla Billy Johnson                  | Ford EcoBoost 3.5 L Turbo V6     | M    | 148 | +15 kér            |
| 14.      | LMGTE Pro | 92 | Porsche GT Team           | Michael Christensen Kévin Estre                         | Porsche 911 RSR                  | M    | 148 | +15 kör            |
| 14.      | LMGTE Pro | 92 | Porsche GT Team           | Michael Christensen Kévin Estre                         | Porsche 4.0 L Flat-6             | M    | 148 | +15 kör            |
| 15.      | LMGTE Pro | 71 | AF Corse                  | Davide Rigon Sam Bird                                   | Ferrari 488 GTE Evo              | M    | 147 | +16 kör            |
| 15.      | LMGTE Pro | 71 | AF Corse                  | Davide Rigon Sam Bird                                   | Ferrari F154CB 3.9 L Turbo V8    | M    | 147 | +16 kör            |
| 16.      | LMGTE Pro | 91 | Porsche GT Team           | Richard Lietz Gianmaria Bruni                           | Porsche 911 RSR                  | M    | 147 | +16 kör            |
| 16.      | LMGTE Pro | 91 | Porsche GT Team           | Richard Lietz Gianmaria Bruni                           | Porsche 4.0 L Flat-6             | M    | 147 | +16 kör            |
| 17.      | LMGTE Pro | 82 | BMW Team MTEK             | Tom Blomqvist António Félix da Costa                    | BMW M8 GTE                       | M    | 146 | +17 kör            |
| 17.      | LMGTE Pro | 82 | BMW Team MTEK             | Tom Blomqvist António Félix da Costa                    | BMW S63 4.0 L Turbo V8           | M    | 146 | +17 kör            |
| 18.      | LMGTE Pro | 97 | Aston Martin Racing       | Alex Lynn Maxime Martin Jonathan Adam                   | Aston Martin Vantage AMR         | M    | 146 | +17 kör            |
| 18.      | LMGTE Pro | 97 | Aston Martin Racing       | Alex Lynn Maxime Martin Jonathan Adam                   | Aston Martin 4.0 L Turbo V8      | M    | 146 | +17 kör            |
| 19.      | LMGTE Pro | 95 | Aston Martin Racing       | Marco Sørensen Nicki Thiim Darren Turner                | Aston Martin Vantage AMR         | M    | 146 | +17 kör            |
| 19.      | LMGTE Pro | 95 | Aston Martin Racing       | Marco Sørensen Nicki Thiim Darren Turner                | Aston Martin 4.0 L Turbo V8      | M    | 146 | +17 kör            |
| 20.      | LMGTE Pro | 81 | BMW Team MTEK             | Martin Tomczyk Nick Catsburg                            | BMW M8 GTE                       | M    | 145 | +18 kör            |
| 20.      | LMGTE Pro | 81 | BMW Team MTEK             | Martin Tomczyk Nick Catsburg                            | BMW S63 4.0 L Turbo V8           | M    | 145 | +18 kör            |
| 21.      | LMGTE Am  | 98 | Aston Martin Racing       | Paul Dalla Lana Pedro Lamy Mathias Lauda                | Aston Martin Vantage GTE         | M    | 144 | +19 kör            |
| 21.      | LMGTE Am  | 98 | Aston Martin Racing       | Paul Dalla Lana Pedro Lamy Mathias Lauda                | Aston Martin 4.5 L V8            | M    | 144 | +19 kör            |
| 22.      | LMGTE Am  | 90 | TF Sport                  | Salih Yoluç Euan Alers-Hankey Charlie Eastwood          | Aston Martin Vantage GTE         | M    | 144 | +19 kör            |
| 22.      | LMGTE Am  | 90 | TF Sport                  | Salih Yoluç Euan Alers-Hankey Charlie Eastwood          | Aston Martin 4.5 L V8            | M    | 144 | +19 kör            |
| 23.      | LMGTE Am  | 61 | Clearwater Racing         | Weng Sun Mok Sava Kejta Matt Griffin                    | Ferrari 488 GTE                  | M    | 143 | +20 kör            |
| 23.      | LMGTE Am  | 61 | Clearwater Racing         | Weng Sun Mok Sava Kejta Matt Griffin                    | Ferrari F154CB 3.9 L Turbo V8    | M    | 143 | +20 kör            |
| 24.      | LMGTE Am  | 77 | Dempsey-Proton Racing     | Christian Ried Julien Andlauer Matt Campbell            | Porsche 911 RSR                  | M    | 142 | +21 kör            |
| 24.      | LMGTE Am  | 77 | Dempsey-Proton Racing     | Christian Ried Julien Andlauer Matt Campbell            | Porsche 4.0 L Flat-6             | M    | 142 | +21 kör            |
| 25.      | LMGTE Am  | 70 | MR Racing                 | Isikava Motoaki Olivier Beretta Eddie Cheever III       | Ferrari 488 GTE                  | M    | 142 | +21 kör            |
| 25.      | LMGTE Am  | 70 | MR Racing                 | Isikava Motoaki Olivier Beretta Eddie Cheever III       | Ferrari F154CB 3.9 L Turbo V8    | M    | 142 | +21 kör            |
| 26.      | LMGTE Am  | 88 | Dempsey-Proton Racing     | Háled al-Kúbáisi Gianluca Roda Matteo Cairoli           | Porsche 911 RSR                  | M    | 141 | +22 kör            |
| 26.      | LMGTE Am  | 88 | Dempsey-Proton Racing     | Háled al-Kúbáisi Gianluca Roda Matteo Cairoli           | Porsche 4.0 L Flat-6             | M    | 141 | +22 kör            |
| 27.      | LMGTE Pro | 51 | AF Corse                  | Alessandro Pier Guidi James Calado                      | Ferrari 488 GTE Evo              | M    | 139 | +24 kör            |
| 27.      | LMGTE Pro | 51 | AF Corse                  | Alessandro Pier Guidi James Calado                      | Ferrari F154CB 3.9 L Turbo V8    | M    | 139 | +24 kör            |
| 28.      | LMP2      | 29 | Racing Team Nederland     | Frits van Eerd Giedo van der Garde Jan Lammers          | Dallara P217                     | M    | 139 | +24 kör            |
| 28.      | LMP2      | 29 | Racing Team Nederland     | Frits van Eerd Giedo van der Garde Jan Lammers          | Gibson GK428 4.2 L V8            | M    | 139 | +24 kör            |
| 29.      | LMGTE Am  | 86 | Gulf Racing UK            | Michael Wainwright Ben Barker Alex Davison              | Porsche 911 RSR                  | M    | 137 | +26 kör            |
| 29.      | LMGTE Am  | 86 | Gulf Racing UK            | Michael Wainwright Ben Barker Alex Davison              | Porsche 4.0 L Flat-6             | M    | 137 | +26 kör            |
| 30.      | LMGTE Am  | 54 | Spirit of Race            | Thomas Flohr Francesco Castellacci Giancarlo Fisichella | Ferrari 488 GTE                  | M    | 136 | +27 kör            |
| 30.      | LMGTE Am  | 54 | Spirit of Race            | Thomas Flohr Francesco Castellacci Giancarlo Fisichella | Ferrari F154CB 3.9 L Turbo V8    | M    | 136 | +27 kör            |
| 31.      | LMGTE Am  | 56 | Team Project 1            | Jörg Bergmeister Patrick Lindsey Egidio Perfetti        | Porsche 911 RSR                  | M    | 131 | +32 kör            |
| 31.      | LMGTE Am  | 56 | Team Project 1            | Jörg Bergmeister Patrick Lindsey Egidio Perfetti        | Porsche 4.0 L Flat-6             | M    | 131 | +32 kör            |
| Kiz      | LMP1      | 1  | Rebellion Racing          | Neel Jani André Lotterer Bruno Senna                    | Rebellion R13                    | M    | 161 | kizárás[f]         |
| Kiz      | LMP1      | 1  | Rebellion Racing          | Neel Jani André Lotterer Bruno Senna                    | Gibson GL458 4.5 L V8            | M    | 161 | kizárás[f]         |
| Ki       | LMP1      | 17 | SMP Racing                | Stéphane Sarrazin Jegor Orudzsev Matyevosz Iszaakjan    | BR Engineering BR1               | M    | 132 | ütközés            |
| Ki       | LMP1      | 17 | SMP Racing                | Stéphane Sarrazin Jegor Orudzsev Matyevosz Iszaakjan    | AER P60B 2.4 L Turbo V6          | M    | 132 | ütközés            |
| Ki       | LMGTE Pro | 67 | Ford Chip Ganassi Team UK | Andy Priaulx Harry Tincknell Tony Kanaan                | Ford GT                          | M    | 26  | ütközés            |
| Ki       | LMGTE Pro | 67 | Ford Chip Ganassi Team UK | Andy Priaulx Harry Tincknell Tony Kanaan                | Ford EcoBoost 3.5 L Turbo V6     | M    | 26  | ütközés            |
| Ni       | LMP1      | 10 | DragonSpeed               | Ben Hanley Henrik Hedman Pietro Fittipaldi              | BR Engineering BR1               | M    | –   | nem indult         |
| Ni       | LMP1      | 10 | DragonSpeed               | Ben Hanley Henrik Hedman Pietro Fittipaldi              | AER P60B 2.4 L Turbo V6          | M    | –   | nem indult         |
| Vi       | LMP1      | 5  | CEFC TRSM Racing          | Charlie Robertson Dean Stoneman                         | Ginetta G60-LT-P1                | M    | –   | visszalépés        |
| Vi       | LMP1      | 5  | CEFC TRSM Racing          | Charlie Robertson Dean Stoneman                         | Mecachrome V634P1 3.4 L Turbo V6 | M    | –   | visszalépés        |
| Vi       | LMP1      | 6  | CEFC TRSM Racing          | Oliver Rowland Alex Brundle Oliver Turvey               | Ginetta G60-LT-P1                | M    | –   | visszalépés        |
| Vi       | LMP1      | 6  | CEFC TRSM Racing          | Oliver Rowland Alex Brundle Oliver Turvey               | Mecachrome V634P1 3.4 L Turbo V6 | M    | –   | visszalépés        |

Megjegyzés:
- ↑ f:  Az #1-es számú Rebbelion Racing egységét technikai szabálytalanság maitt kizárták a versenyből.[6]

## A világbajnokság állása a versenyt követően
LMP1 (Teljes táblázat)
| H  | Versenyzők                                        | Pont | H  | Konstruktőrök        | Pont |
| -- | ------------------------------------------------- | ---- | -- | -------------------- | ---- |
| 1. | Fernando Alonso Sébastien Buemi Nakadzsima Kazuki | 26   | 1. | Toyota Gazoo Racing  | 26   |
| 2. | Mike Conway Kobajasi Kamui José María López       | 18   | 2. | Rebellion Racing     | 15   |
| 3. | Mathias Beche Thomas Laurent Gustavo Menezes      | 15   | 3. | ByKolles Racing Team | 12   |
| 4. | Oliver Webb Dominik Kraihamer Tom Dillmann        | 12   | 4. | SMP Racing           | 10   |
| 5. | Mihail Aljosin Vitalij Petrov                     | 10   |    |                      |      |

GT (Teljes táblázat)
| H  | Versenyzők                             | Pont | H  | Konstruktőrök | Pont |
| -- | -------------------------------------- | ---- | -- | ------------- | ---- |
| 1. | Stefan Mücke Olivier Pla Billy Johnson | 25   | 1. | Porsche       | 30   |
| 2. | Michael Christensen Kévin Estre        | 18   | 2. | Ford          | 26   |
| 3. | Davide Rigon Sam Bird                  | 15   | 3. | Ferrari       | 15,5 |
| 4. | Richard Lietz Gianmaria Bruni          | 12   | 4. | BMW           | 14   |
| 5. | Tom Blomqvist António Félix da Costa   | 10   | 5. | Aston Martin  | 14   |

LMP2 (Teljes táblázat)
| H  | Versenyzők                                          | Pont | H  | Konstruktőrök             | Pont |
| -- | --------------------------------------------------- | ---- | -- | ------------------------- | ---- |
| 1. | Ho-Pin Tung Gabriel Aubry Stéphane Richelmi         | 25   | 1. | #38 Jackie Chan DC Racing | 25   |
| 2. | Nicolas Lapierre André Negrão Pierre Thiriet        | 19   | 2. | Signatech Alpine Matmut   | 19   |
| 3. | Jazeman Jaafar Weiron Tan Nabil Jeffri              | 15   | 3. | #37 Jackie Chan DC Racing | 15   |
| 4. | François Perrodo Matthieu Vaxivière Loïc Duval      | 12   | 4. | TDS Racing                | 12   |
| 5. | Roberto González Pastor Maldonado Nathanaël Berthon | 10   | 5. | DragonSpeed               | 10   |

LMGTE Am (Teljes táblázat)
| H  | Versenyzők                                        | Pont | H  | Konstruktőrök         | Pont |
| -- | ------------------------------------------------- | ---- | -- | --------------------- | ---- |
| 1. | Paul Dalla Lana Pedro Lamy Mathias Lauda          | 25   | 1. | Aston Martin Racing   | 25   |
| 2. | Salih Yoluç Euan Alers-Hankey Charlie Eastwood    | 18   | 2. | TF Sport              | 18   |
| 3. | Weng Sun Mok Sava Kejta Matt Griffin              | 15   | 3. | Clearwater Racing     | 15   |
| 4. | Christian Ried Julien Andlauer Matt Campbell      | 13   | 4. | Dempsey-Proton Racing | 13   |
| 5. | Isikava Motoaki Olivier Beretta Eddie Cheever III | 10   | 5. | MR Racing             | 10   |